# Elezioni regionali in Valle d'Aosta del 1973
Le elezioni per il rinnovo del VI Conseil de la Vallée / Consiglio Regionale della Valle d'Aosta si sono svolte il 10 giugno 1973.
Continuò l’instabilità governativa e i cambi di maggioranza.
L'affluenza si è attestata al 91,8% degli aventi diritto.

## Risultati elettorali
| Partiti                                                | voti   | voti (%) | seggi |
| ------------------------------------------------------ | ------ | -------- | ----- |
| Democratici Popolari                                   | 15.643 | 22,35%   | 8     |
| Democrazia Cristiana (DC)                              | 14.980 | 21,40%   | 7     |
| Partito Comunista Italiano (PCI)                       | 13.638 | 19,49%   | 7     |
| Union Valdôtaine (UV)                                  | 8.081  | 11,55%   | 4     |
| Partito Socialista Italiano (PSI)                      | 5.975  | 8,54%    | 3     |
| Union Valdôtaine Progressiste (UVP)                    | 4.707  | 6,73%    | 2     |
| Partito Liberale Italiano (PLI)                        | 2.052  | 2,93%    | 1     |
| Movimento Sociale Italiano - Destra Nazionale (MSI-DN) | 1.452  | 2,07%    | 1     |
| Partito Socialista Democratico Italiano (PSDI)         | 1.409  | 2,01%    | 1     |
| Rassemblement Valdôtaine (RV)                          | 1.149  | 1,64%    | 1     |
| Partito Repubblicano Italiano (PRI)                    | 904    | 1,29%    | 0     |
| Totale                                                 | 69.990 | 100,00%  | 35    |
|                                                        |        |          |       |

Fonti: Ministero dell'Interno, ISTAT, Istituto Cattaneo, Consiglio Regionale della Valle d'Aosta